# Tuskaroria
Tuskaroria é um gênero de gastrópodes pertencente a família Raphitomidae.

## Espécies
- Tuskaroria ultraabyssalis Sysoev, 1988[2]